# 阿斯特麗德·克拉博
阿斯特麗德·克拉博（瑞典語：Astrid Crabo，1971年7月10日—），瑞典前女子羽球運動員。

## 生平
阿斯特麗德·克拉博在1995年IBF世界錦標賽上與扬-埃里克·安东松一起獲得混合雙打銅牌，並與她一起贏得了1993年和1996年的荷蘭羽球公開賽。他們參加了1996年夏季奧林匹克運動會羽毛球比賽，但在第16強賽中輸給了來自印尼的特里·庫沙揚托和許一敏。克拉博被評為1989年度瑞典青年球員。

## 外部連結
- 阿斯特麗德·克拉博在世界羽球聯盟的登錄資料